# Noia (la Corunya)
Noia és un municipi de la província de la Corunya a Galícia. Pertany a la comarca de Noia.
| 9.791 | 10.975 | 12.118 | 14.126 | 14.481 |
| Fonts: INE i IGE (Els criteris de registre censal variaren i les dades de l'INE i de l'IGE poden no coincidir.) |        |        |        |        |

## Parròquies
- Santa María de Argalo
- Barro (Santa Cristina)
- Boa (San Pedro)
- Noia (San Martiño)
- O Obre (Santa Mariña)
- Roo (Santa María).

## Noiessos famosos
- Antón Avilés de Taramancos (Xosé Antón Avilés Vinagre), escriptor i polític (1935-1992). Homenatjat al Día das Letras Galegas de 2003.

## Galeria d'imatges

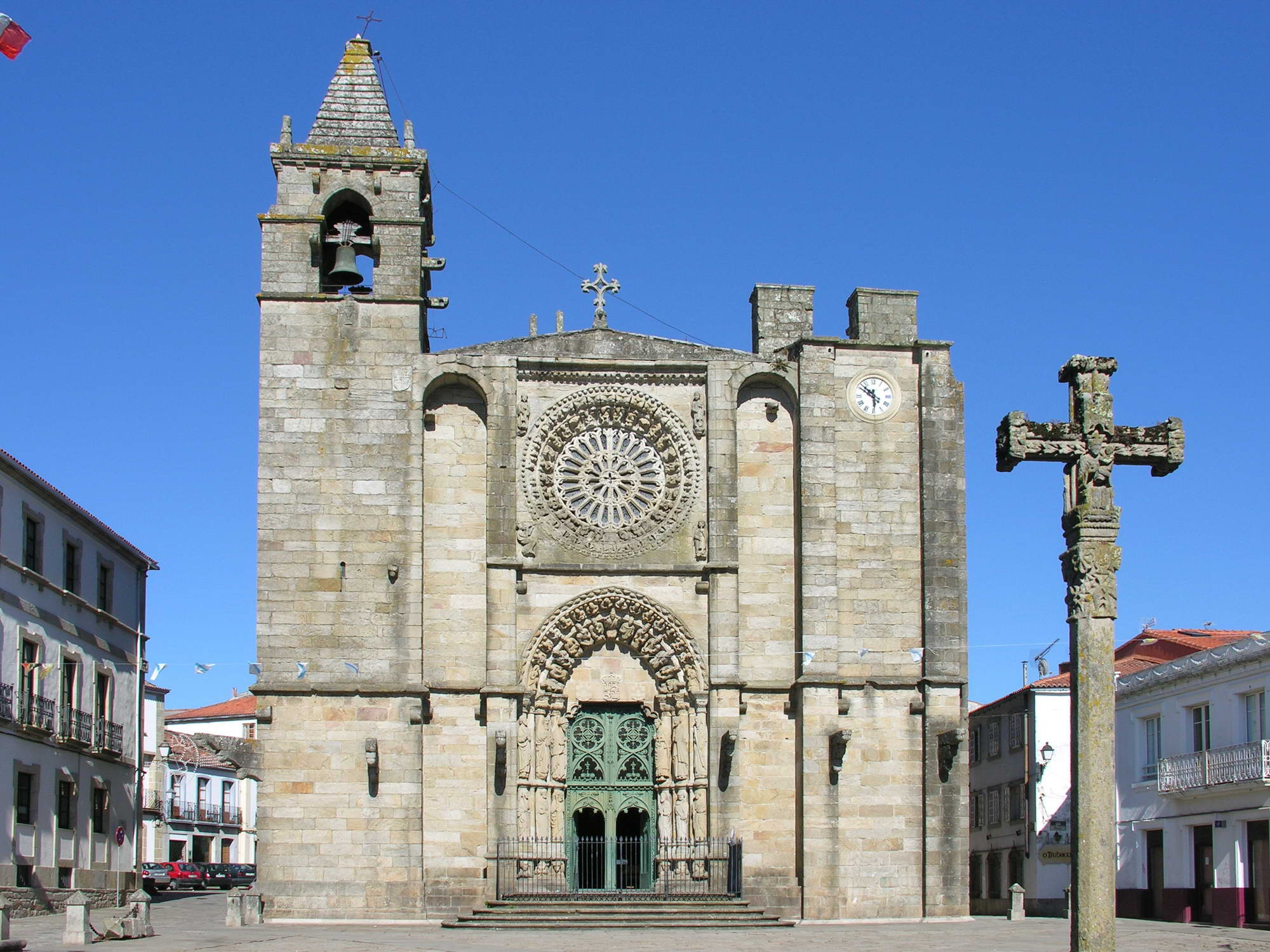
Església principal
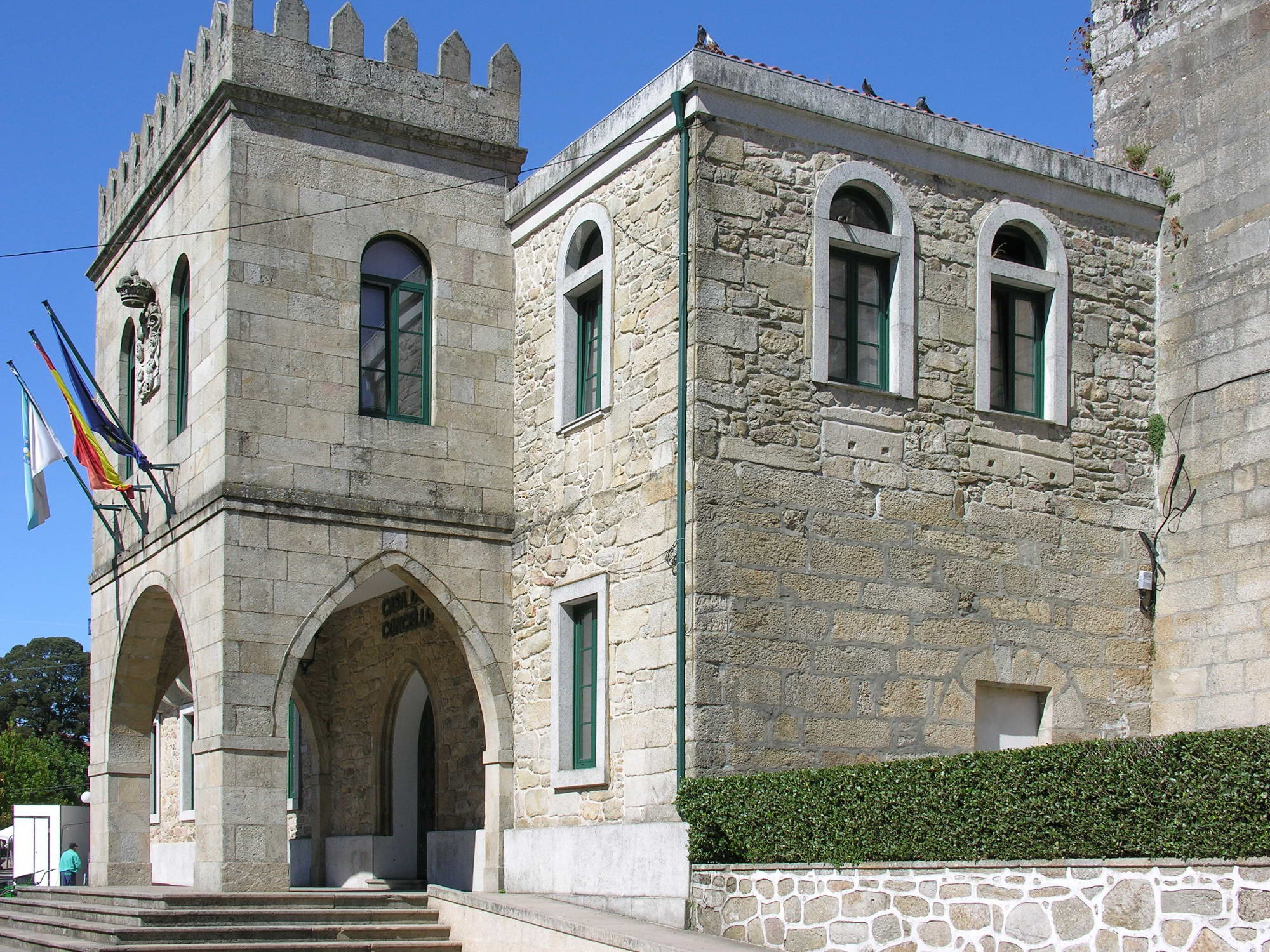
Ajuntament
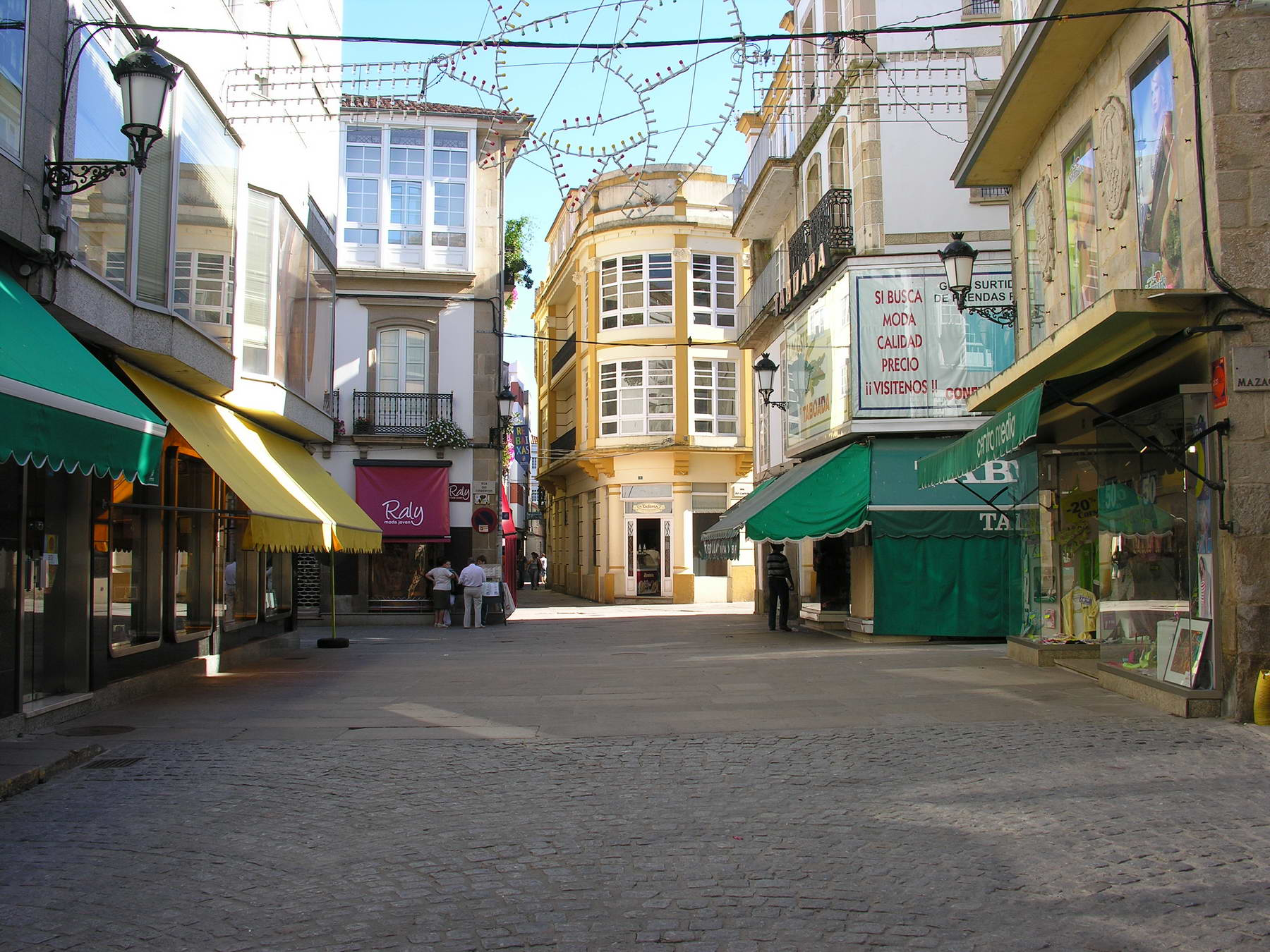
Carrer

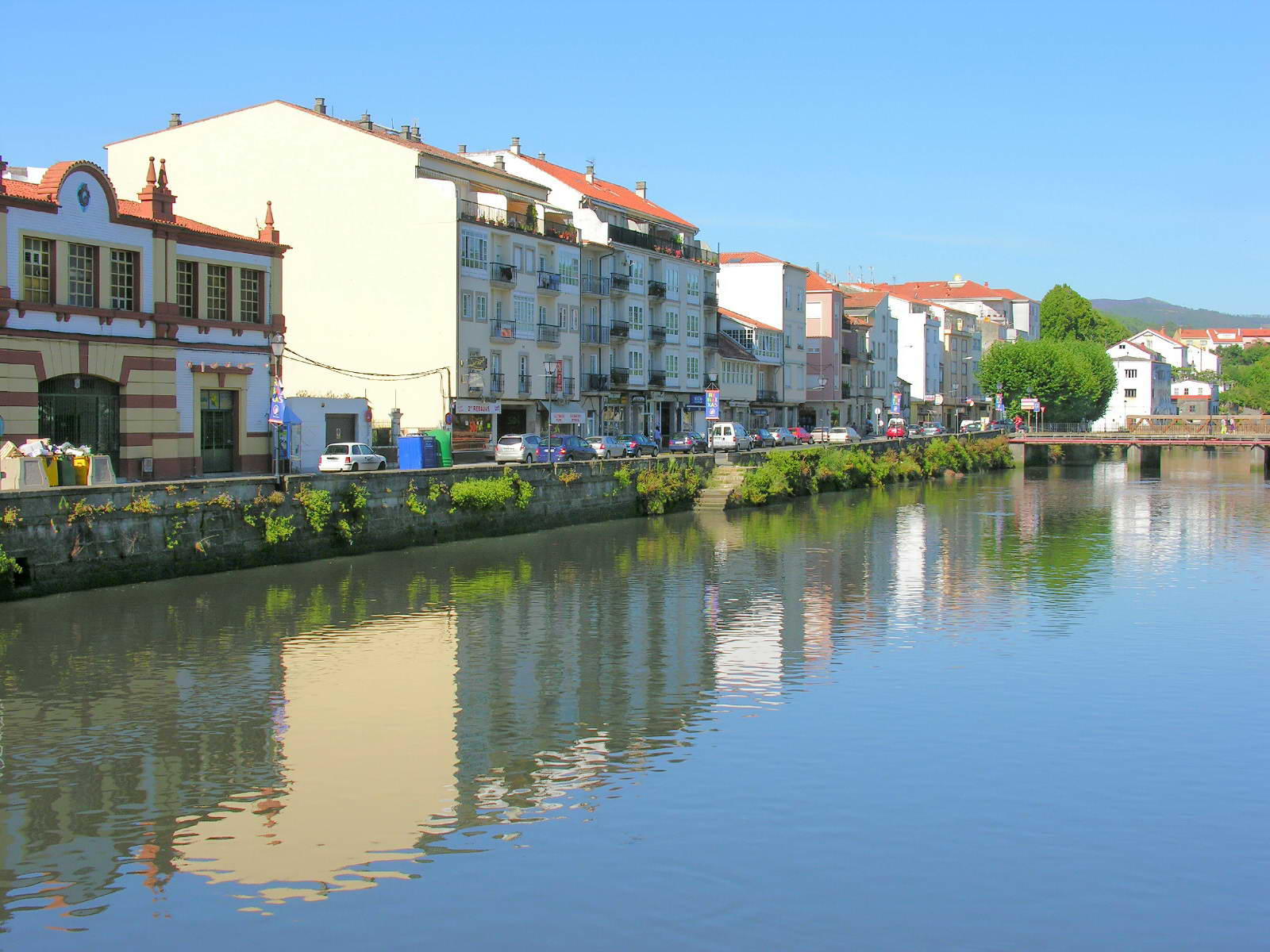
Riu Traba
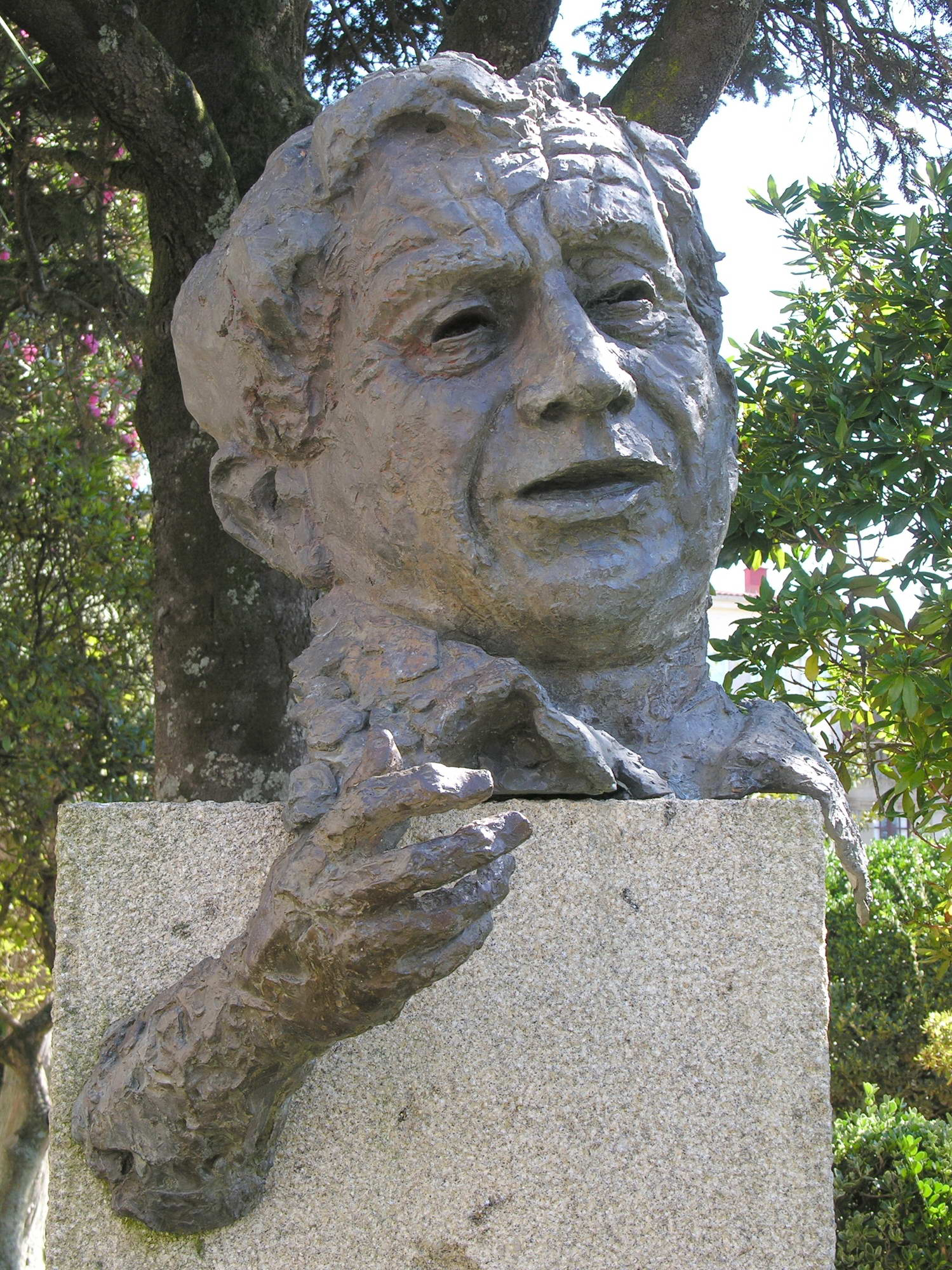
Antón Avilés de Taramancos
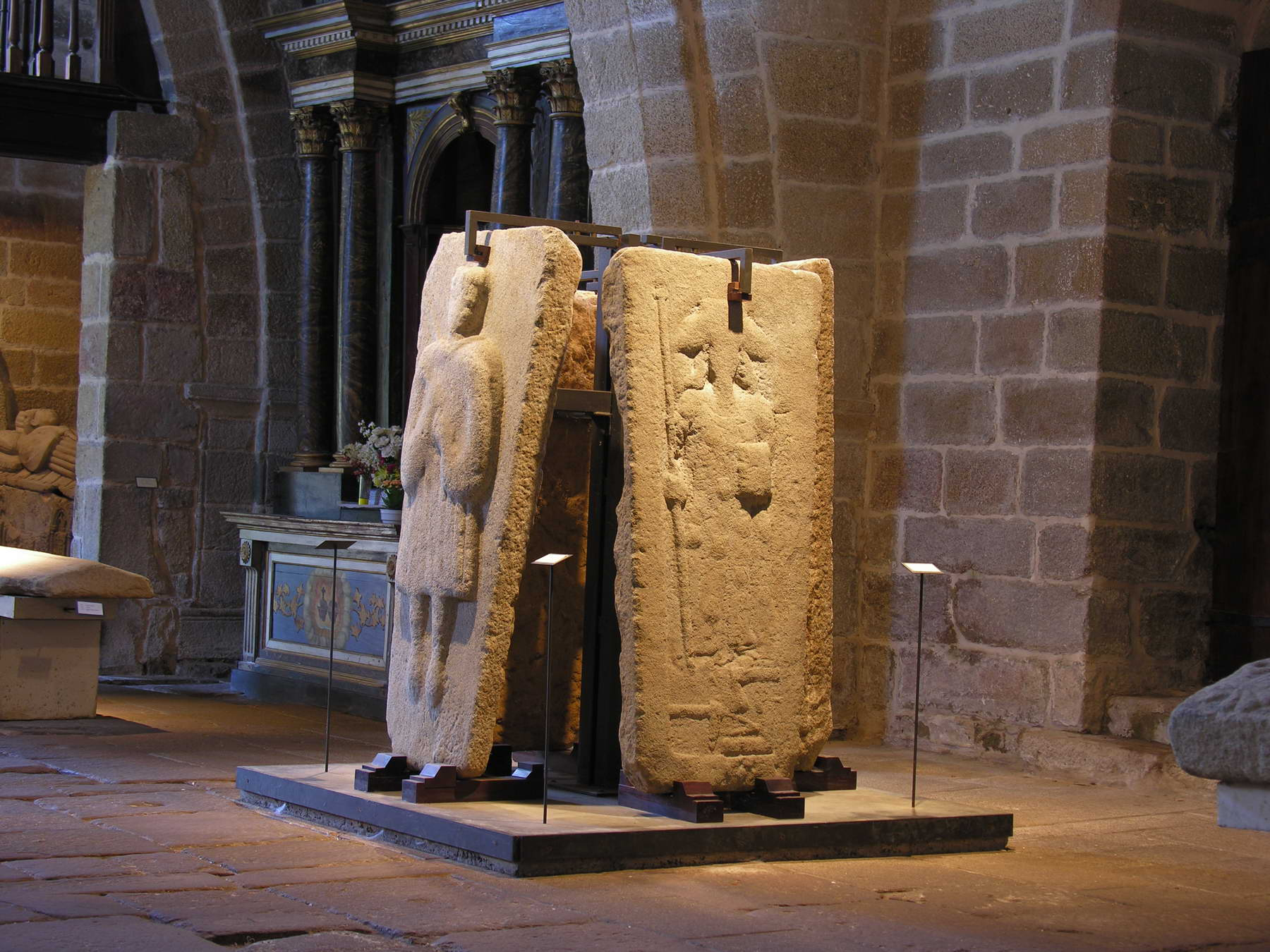
Làpides a l'església del cementiri